# Kuskusovití
Kuskusovití (Phalangeridae) je čeleď středně velkých vačnatců většinou žijících v korunách stromů. Jsou silní a zavalití, mají dlouhý, hustě ochlupený ocas, který je u některých druhů chápavý. Oči směřují dopředu. Kuskusové žijí na stromech a první dva prsty na přední končetině směřují proti ostatním prstům, toto neplatí u rodu kusu, jehož zástupci žijí spíše na zemi. Všichni kuskusovití ale šplhají výborně. Jsou to všežravci, aktivní hlavně za úsvitu a za soumraku.
Mají dobře vyvinutý vak, který se otevírá dopředu. Obvykle mívají najednou jen jedno mládě, dvojčata jsou vzácná.
Kuskusovití jsou rozšířeni v Austrálii, na Nové Guineji a přilehlých ostrovech. Některé druhy, jako je kusu liščí, byly člověkem zavlečeny na Nový Zéland. Zatímco již jmenovaný kusu liščí, a několik dalších druhů, se dokázal přizpůsobit přítomnosti člověka, stal se z něj škůdce zahrad a daří se mu i ve městech, jiné druhy jsou ohrožené.

## Systém recentních kuskusovitých
- rod Ailurops Wagler, 1830 – kuskus
  - druh Ailurops furvus (Miller & Hollister, 1922)
  - Ailurops ursinus (Temminck, 1824) – kuskus medvědí
- rod Phalanger Storr, 1780 – kuskus
  - Phalanger alexandrae Flannery & Boeadi, 1995 – kuskus molucký
  - Phalanger carmelitae Thomas, 1898 – kuskus horský
  - Phalanger intercastellanus Thomas, 1895 – kuskus východopapuánský
  - Phalanger lullulae Thomas, 1896 – kuskus ostrovní
  - Phalanger matanim Flannery, 1987 – kuskus bělobřichý
  - Phalanger mimicus Thomas, 1922 – kuskus jižní
  - Phalanger orientalis (Pallas, 1766) – kuskus pruhovaný
  - Phalanger ornatus (Gray, 1860) – kuskus molucký
  - Phalanger pelengensis Tate, 1945 – kuskus pelengský
  - Phalanger rothschildi Thomas, 1898 – kuskus Rothschildův
  - Phalanger sericeus Thomas, 1907 – kuskus černý
  - Phalanger vestitus (Milne-Edwards, 1877) – kuskus hedvábný
- rod Spilocuscus Gray, 1861 – kuskus
  - Spilocuscus kraemeri Schwartz, 1910 – kuskus rudohlavý
  - Spilocuscus maculatus (Desmarest, 1818) – kuskus skvrnitý
  - Spilocuscus papuensis Desmarest, 1822 – kuskus waigeoský
  - Spilocuscus rufoniger (Zimara, 1937) – kuskus tmavoskvrnný
  - Spilocuscus wilsoni Helden & Flannery, 2004
- rod Strigocuscus Gray, 1861 – kuskus
  - Strigocuscus celebensis (Gray, 1858) – kuskus celebeský
  - Strigocuscus gymnotis (Peters & Doria, 1875) – kuskus zemní
- rod Trichosurus Lesson, 1828 – kusu
  - Trichosurus arnhemensis Collett, 1897 – kusu severní
  - Trichosurus caninus (Ogilby, 1836) – kusu krátkouchý
  - Trichosurus cunninghami Lindenmayer, Dubach & Viggers, 2002 – kusu horský
  - Trichosurus vulpecula (Kerr, 1792) – kusu liščí
- rod Wyulda Alexander, 1918 – kuskus
  - Wyulda squamicaudata Alexander, 1918 – kuskus šupinoocasý